# Cliff Hammonds
Clifford Daniel „Cliff“ Hammonds (* 18. Dezember 1985 in Fort Bragg, North Carolina) ist ein US-amerikanischer Basketballspieler. Nach dem Studium in seinem Heimatland spielte Hammonds als Profi vorwiegend in Europa. Nach dem Double-Gewinn in Bosnien 2013 spielte Hammonds zwei Jahre für den deutschen Erstligisten Alba Berlin und gewann mit dem Verein den Beko BBL-Pokal 2014, die Vizemeisterschaft 2014 sowie individuell zweimal die Auszeichnung als „Best Defensive Player“ (deutsch bester Verteidiger). 2015 kehrte er zunächst in sein Heimatland zurück und spielt in der NBA Development League bei den Reno Bighorns.

## Karriere
Aufgewachsen im Süden Georgias ging Hammonds zum Studium an die Clemson University im gleichnamigen Ort in South Carolina. Hier spielte er von 2004 bis 2008 für die Hochschulmannschaft Tigers in der Atlantic Coast Conference (ACC) der NCAA Division I. Zu seinen Mannschaftskameraden bei den Tigers gehörte zu Beginn unter anderem Sharrod Ford, der später auch in der deutschen Basketball-Bundesliga als Profi spielen sollte. Innerhalb der ACC erreichten die Tigers zunächst keine positive Saisonbilanz, doch es reichte jeweils zur Qualifikation für das National Invitation Tournament (NIT). Nach einer positiven Saisonbilanz 2007 auch gegen Mannschaften der ACC gelang beim NIT der Einzug ins Finalspiel, das jedoch gegen die Mountaineers der West Virginia University verloren ging. Im abschließenden Jahr von Hammonds’ NCAA-Karriere erreichten die Tigers schließlich das Finalspiel des Meisterschaftsturniers der ACC, das gegen die Tar Heels der University of North Carolina at Chapel Hill verloren ging. Hiermit war Hammonds zusammen mit seinen Mannschaftskameraden, zu denen unter anderem die späteren Bundesligaspieler K. C. Rivers und Raymond Sykes gehörten, jedoch nach zehnjähriger Abstinenz wieder für die landesweite NCAA-Endrunde qualifiziert, in der man jedoch gleich in der ersten Runde gegen die schlechter eingeschätzten Wildcats der Villanova University unterlag, bei denen unter anderem neben Dante Cunningham und Corey Fisher die späteren Bundesligaspieler Dwayne Anderson und Reggie Redding, Hammonds’ späterer Mannschaftskamerad bei Alba Berlin, im Kader standen. Hammonds war in jedem Jahr seiner aktiven Zeit bei den Tigers, beginnend als „Freshman“, der Spieler mit der meisten Einsatzzeit im Kader der Tigers und hält den Rekord für die meisten Einsatzminuten in der Geschichte der Tigers; außerdem führte er in jedem Jahr die für Point Guards wichtige „Assist-Turnover-Ratio“ an. Auch bei den Ballgewinnen ist Hammonds unter den führenden Spielern in der Geschichte der Tigers zu finden; in seinem Abschlussjahr wurde er 2008 in „All-Defensive Team“ der ACC-Conference berufen.
Nachdem Hammonds im NBA-Draft 2008 von keinem Klub der am höchsten dotierten Profiliga NBA ausgewählt worden war, unterschrieb er schließlich seinen ersten Profivertrag beim Darüşşafaka SK im türkischen Istanbul. Im Dezember 2008 wurde Hammonds an den Lokalrivalen und späteren türkischen Meister Efes Pilsen ausgeliehen, für den er fünf Einsätze im höchsten europäischen Vereinswettbewerb EuroLeague 2008/09 absolvierte. Nach dem frühen Ausscheiden nach der Vorrunde in der Euroleague kehrte Hammonds, der in der nationalen Türkiye Basketbol Ligi für Efes ohne Einsatz geblieben war, zu Darüşşafaka SK zurück, die als achtplatzierte Mannschaft nach der Hauptrunde in der ersten Play-off-Runde um die nationale Meisterschaft auf den Hauptrundenersten Efes Pilsen trafen und dort jedoch keinen Sieg mehr erzielen konnten. Nachdem Hammonds im Sommer 2009 in den Play-offs der Baloncesto Superior Nacional auf Puerto Rico für die Piratas aus Quebradillas gespielt hatte, die jedoch die Finalserie gegen die Vaqueros aus Bayamón um unter anderem Nathan Peavy verloren, kehrte Hammonds für die Saison 2009/10 nach Europa zurück und spielte für den Erstliga-Rückkehrer GS Peristeri im Großraum Athen in der griechischen A1 Ethniki. Der Aufsteiger verpasste nur wegen des schlechteren direkten Vergleichs auf dem neunten Tabellenplatz den Einzug in die Play-offs um die nationale Meisterschaft. Anschließend spielte Hammonds in der Saison 2010/11 in der französischen LNB Pro A für den Rekordmeister ASVEL aus Villeurbanne. Nach der verpassten Qualifikation für die EuroLeague 2010/11 schied man auch im Eurocup 2010/11 nach der Vorrunde aus. In der nationalen Meisterschaft verpasste man zum zweiten Mal in Folge den Einzug in die Play-offs.
Für die Saison 2011/12 kehrte Hammonds in die türkische Liga zurück und spielte für Banvit BK aus Bandırma, bei denen unter anderem mit Kenan Bajramović und Cemal Nalga zwei ehemalige Spieler von Alba Berlin zu seinen Mannschaftskameraden zählten. Der Verein hatte sich in den Vorjahren unter den türkischen Spitzenmannschaften etabliert und zweimal hintereinander die ersten drei Plätze nach der Hauptrunde erreicht. Während man im Eurocup 2011/12 in der Zwischenrunde wegen des schlechteren direkten Vergleichs ausschied, verpasste man in der nationalen Meisterschaft die Tabellenführung nach der Hauptrunde ebenfalls nur wegen des schlechteren direkten Vergleichs gegenüber dem punktgleichen Ersten Galatasaray Medical Park. Im Play-off-Halbfinale schied man dann nach fünf Spielen knapp gegen Rekordmeister Efes aus. Für die Saison 2012/13 ging Hammonds zu KK Igokea Aleksandrovac nach Laktaši, das innerhalb Bosniens zur Republika Srpska gezählt wird. Für diesen Verein war er insbesondere in der ABA-Liga aktiv, in der der Verein bei seiner erst zweiten Teilnahme an der überregionalen Spielklasse überhaupt überraschend den ersten Platz nach der Hauptrunde belegte und Ausrichter des Final-Four-Turniers wurde. Dort verlor man im Halbfinale gegen Rekordsieger KK Partizan Belgrad. In der Endrunde der nationalen bosnischen Meisterschaft reichte es zum zweiten Titelgewinn nach 2001, womit man den Pokalsieg zum nationalen Double veredelte. Für die Saison 2013/14 wechselte Hammonds zum deutschen Pokalsieger Alba Berlin, mit dem er im Eurocup 2013/14 erst im Viertelfinale ausschied. Anschließend verteidigte man Albas Titelgewinn im Beko BBL-Pokal 2014 in einer Neuauflage des Vorjahresfinales gegen Gastgeber ratiopharm Ulm, wobei der als Defensivspezialist geltende Hammonds im Finalspiel mannschaftsinterner Topscorer war. Am Saisonende erhielt Hammonds die individuelle Auszeichnung als Bester Verteidiger der Basketball-Bundesliga der Saison und erreichte mit seiner Mannschaft die Finalserie um die Meisterschaft, die jedoch gegen den FC Bayern München verloren ging. In der folgenden Saison erhielt die Mannschaft eine Einladung für den höchstrangigen europäischen Vereinswettbewerb EuroLeague 2014/15, bei dem man erst am letzten Zwischenrundenspieltag im Heimspiel gegen den Titelverteidiger Maccabi Tel Aviv sehr knapp am erstmaligen Einzug einer deutschen Mannschaft in die Euroleague-Viertelfinal-Play-offs scheiterte. Zwar wurde Hammonds erneut als Best Defensive Player der Basketball-Bundesliga ausgezeichnet, doch nachdem man seinen Pokaltitel nicht verteidigen konnte, verlor man auch in einem hochdramatischen letzten Spiel der Halbfinalserie der Meisterschaft zuhause nach Verlängerung gegen den Titelverteidiger FC Bayern und scheiterte am erneuten Einzug in die Finalserie.
Im Herbst 2015 wurde Hammonds erneut Vater und konnte sich lange nicht zu einem weiteren Engagement im Ausland entschließen. Stattdessen begann er die Saison in seinem Heimatland in der NBA Development League (D-League) bei den Bighorns aus Reno (Nevada), wo er unter anderem mit den ehemaligen Bundesliga-Spielern Chad Toppert und Mark Tyndale zusammenspielte.
In der Saison 2016/17 spielte Hammonds für den französischen Verein Limoges CSP in der LNB Pro A, bevor er im November 2016 zum deutschen Erstligisten MHP Riesen Ludwigsburg wechselte.
Nach der Saison 2016/17 wechselte Cliff Hammonds innerhalb der BBL und spielt seitdem für s.Oliver Würzburg.